# Une touche d'optimisme
 (mai 2022).
Une touche d'optimisme, ou UTDO, est un groupe de chanson française originaire de Juvignac près de Montpellier. Il est influencé par des artistes tels que La Rue Ketanou, Mano Solo et Jacques Brel. Avec plus de 900 concerts et cinq albums studios à son actif en 2021 , le groupe s'inscrit comme un acteur important de la scène musicale française.

## Biographie
Evan Braci (auteur) et Guytou (compositeur) se rencontrent au collège et fondent le groupe à l’automne 2004.  En 2025, Le groupe est composé de six membres.
Leur cinquième album, D’aussi loin que je me souvienne, est publié en 2021 en auto-production. Malgré les contraintes liées à la pandémie de COVID-19, le groupe maintient une activité scénique avec quinze concerts en 2020 et des événements retransmis en direct, comme leur prestation en  Facebook  Live à L’Antirouille, le 6 février 2021. En mai de la même année, ils dévoilent un clip pour la chanson  Boire.
Le 19 novembre 2021, Une Touche d'Optimisme se produit au FreakShow, une salle de concert du quartier des Beaux-Arts de Montpellier.

## Style et influences
Le groupe revendique une identité ancrée dans la chanson française. Il cite comme inspirations majeures des artistes tels que Jacques Brel, et Les Ogres de Barback. Leur répertoire mêle textes poétiques et mélodies entraînantes, souvent accompagnés d’arrangements acoustiques.
Ils ont partagé la scène avec de nombreux artistes de renom, dont La Rue Ketanou, Sinsemilia, Têtes raides, Mon côté punk, Debout sur le zinc, Yves Jamait, Babylon Circus, Les Fatals Picards, Youssou N’Dour, Soan, Oldelaf, Florent Pagny, Christophe Maé, Pascal Obispo, Gérald de Palmas, Groundation, et de nombreux autres artistes.

## Réception et critiques
Le groupe est régulièrement salué pour la richesse de ses textes, son énergie scénique, et sa capacité à fédérer un large public autour d’un répertoire authentique et optimiste.

## Membres
- Evan Braci (Evan) — chant, paroles
- Clément Guy (Guytou) — piano, chœurs, composition
- Camille Garzone (Camille) — clarinette
- Kévin Braci (ancien membre) — guitare, chœurs, composition
- Benjamin Belaych — batterie
- Luc Hernandez — basse
- Emmanuelle Guy (Nunu) - chant